# Chirolophis saitone
Chirolophis saitone és una espècie de peix de la família dels estiquèids i de l'ordre dels perciformes.

## Descripció
- Fa 10 cm de llargària màxima.[8][9]

## Hàbitat i distribució geogràfica
És un peix marí, demersal (fins als 4 m de fondària) i de clima temperat, el qual viu al Pacífic nord-occidental: les aigües poc fondes del Japó (el nord de Honshu i el sud de Hokkaido) i de la badia de Pere el Gran al mar del Japó (Rússia).

## Observacions
És inofensiu per als humans.